# Славутська районна рада
Славутська районна рада — колишній орган місцевого самоврядування Славутського району Хмельницької області. Юрисдикція поширюється на Славутський район, без міста Славута.
До депутатського корпусу Славутської районної ради входять 34 депутата. Існують фракції ВП «Батьківщина» (8 депутатів), «За конкретні справи» (9 депутатів), «Відродження» (3 депутата), БПП «Солідарність» (12 депутатів) та Радикальної партії Олега Ляшка (3 депутата).
У складі ради існують постійні комісії:
- Постійна комісія з питань бюджету, фінансів, контролю за використанням майна спільної власності територіальних громад сіл району;
- Постійна комісія з питань регулювання земельних відносин, агропромислового комплексу та лісового господарства, екології, ефективного використання природних ресурсів, розвитку туризму та рекреації;
- Постійна комісія з питань духовності, освіти, культури, охорони здоров'я, соціального захисту населення, у справах сім'ї, молоді та спорту;
- Постійна комісія з питань регламенту, депутатської діяльності та етики, забезпечення законності і правопорядку, захисту прав людини, адміністративно-територіальної реформи;
- Постійна комісія з питань промисловості, будівництва, транспорту, зв'язку, підприємництва, торговельного та побутового обслуговування, інвестиційної діяльності та регуляторної політики.

До складу ради входять:
- Ганнопільська сільська рада
- Берездівська сільська рада
- Бачманівська сільська рада
- Варварівська сільська рада
- Великоправутинська сільська рада
- Великоскнитська сільська рада
- Волицька сільська рада
- Головлівська сільська рада
- Горицька сільська рада
- Довжківська сільська рада
- Жуківська сільська рада
- Дяківська сільська рада
- Іванівська сільська рада
- Киликіївська сільська рада
- Клепачівська сільська рада
- Крупецька сільська рада
- Лисиченська сільська рада
- Малоправутинська сільська рада
- Малоскнитська сільська рада
- Манятинська сільська рада
- Марачівська сільська рада
- Миньковецька сільська рада
- Мирутинська сільська рада
- Мухарівська сільська рада
- Ногачівська сільська рада
- Печиводська сільська рада
- Піддубецька сільська рада
- Полянська сільська рада
- Сьомаківська сільська рада
- Ставичанська сільська рада
- Старокривинська сільська рада
- Улашанівська сільська рада
- Хвощівська сільська рада
- Хоняківська сільська рада
- Хоровецька сільська рада
- Цвітоська сільська рада